# 11709 Eudoxos
11709 Eudoxos è un asteroide della fascia principale. Scoperto nel 1998, presenta un'orbita caratterizzata da un semiasse maggiore pari a 2,6043083 au e da un'eccentricità di 0,1090502, inclinata di 2,76118° rispetto all'eclittica.
Dal 23 novembre 1999 al 24 gennaio 2000, quando 12576 Oresme ricevette la denominazione ufficiale, è stato l'asteroide denominato con il più alto numero ordinale. Prima della sua denominazione, il primato era di 11118 Modra.
L'asteroide è dedicato al matematico greco antico Eudosso di Cnido.